# Football League 2007/2008
Football League 2007/2008 spelades i tre divisioner, vilka var League Championship, League One och League Two. Vinnaren av The Championship gick tillsammans med tvåan direkt upp till Premier League. Även vinnaren av Football League Championships playoffs går upp till Premier League. De två sämsta i League Two flyttades ner till Conference National. Även mellan dessa tre serier skedde det upp- och nedflyttningar. De tre sämsta i Championship flyttades ner till League One och de fyra sämsta i League One flyttades ner till League Two. De två bästa i League One flyttades upp Championship tillsammans med playoff-vinnaren i Football League One playoffs. De tre bästa i League Two flyttades upp till League One tillsammans med playoff-vinnaren i Football League Two playoffs. Playoff-spelen spelades 24-26 maj.
Denna säsong vann West Bromwich den högsta serien, The Championship, och gick således upp i Premier League tillsammans med Stoke City och Hull City. Mansfield Town FC och Wrexham AFC var de två lag som kom sist i League Two och åkte därmed ut ur The Football League.

## System
The Football League 2007/2008 var på nivå 2 till 4 i det engelska ligasystemet och bestod av tre divisioner: The Championship, League One, League Two. Alla tre serier innehöll 24 lag vardera. Inom varje division spelade alla mot alla två gånger, en gång hemma och en gång borta, vilket totalt gav 46 omgångar. De två första i Championship flyttades direkt upp till Premier League utan att behöva spela playoff. Lag 3 till 6 gick till playoff, där till slut ett lag gick vidare till Premier League. De tre lagen som till slut kom sist, näst sist och tredje sist flyttades direkt ner till League One.
I League One flyttades de två främsta upp till Championship direkt och lag 4 till 6 gick till playoff-spel. Till skillnad från Championship så flyttades fyra stycken lag ner (lag 21 till 24). Detta för att det i League Two gick upp tre lag direkt (de tre främsta) samt ett efter playoff-spel. Lagen som spelade League Two-playoff var de som kom på placering 4 till 7. Det två sämsta i League Two flyttades ner till Conference National.
I samtliga serien fick vinnande lag 3 poäng och förlorande lag 0 poäng. Blev det däremot lika i en match fick båda lagen en poäng. Lagen sorterades efter 1) poäng, 2) målskillnad och 3) antal gjorda mål. Det vill säga att ju fler poäng ett lag hade, desto högre upp placerades laget. Hade två lag samma poäng avgjorde målskillnaden (antalet gjorda mål minus antalet insläppta mål) och var målskillnaden densamma avgjorde antalet gjorda mål. 
För playoff-systemet se The Football League 2007/2008#Playoff-spel.

## Domare
76 domare dömde i The Football League denna säsong och 237 assisterande domare (fjärdedomare och linjedomare) fanns tillgängliga. Dessa följde League Football's regler, som finns på den officiella hemsidan under "Laws Of Football" (Fotbollens lagar).
- Lista över samtliga domare i The Football League
- Laws Of Football

## Media och sponsorer
The Football League sponsrades denna säsong av Coca-Cola och serierna hette följaktligen "Coca-Cola Championship", "Coca-Cola League 1" samt "Coca-Cola League 2". Coca-Cola har varit Football League's sponsor sedan 2004 när serierna bytte namn (från Division One, Two och Three till nuvarande Championship, League One och League Two). Coca-Cola och Coke Zero var de officiella läskedryckerna och Powerade var den officiella sportdrycken. Carling var en sponsor till Engelska Ligacupen och var en officiell partner till The Football League.
Övriga sponsorer och partners var Johnstone's Paint,som gav namn åt den turnering (Football League Trophy) som spelas mellan lag från League One och League Two; Mitre, som var den officiella leverantören av fotbollar; Puma AG; Wickes; E.ON; Nicotinell; Kia Motors; Pontin's; Sporting id Ltd; och Thomas Cook Group PLC.
Sändningsrättigheter för att sända matcherna i Storbritannien hade Sky Sports som sände matcher från Championship, Ligacupen, playoff-spelen samt Johnstone's Paint Trophy (Football League Trophy). ITV hade rättigheterna att visa höjdpunkter från alla tre serier i The Football League samt från Johnstone's Paint Trophy och Ligacupen. CSI Sports hade rättigheterna för sändning i Nordamerika. I övrigt fanns det ytterligare några radiostationer som hade rättigheter för sändning och målrapportering: BBC, IRN och Talksport. Internetservicen ges av Premium TV och studioprogram inne på arenan tog Sports TV hand om.

## Transfers
Transferfönstret, det vill säga den period under vilken permanent transfer av spelare kan göras, var under sommaren 2007 öppet från och med den 1 juli till och med den 31 augusti. En del transfers hade under speciella omständigheter dock skett redan tidigare, från och med den 1 april. Det officiella vinterfönstret öppnades den 1 januari och var öppet till och med den 31 januari. Det förekom dock övergångar under speciella omständigheter och i form av lån mellan klubbar från och med början av september. I praktiken skedde det alltså olika transfers från april till januari. Noterbart dock är att trots att fönstret stängdes den 31 januari så fortsatte övergångarna mellan klubbarna likt den gjorde på hösten. Samtliga engelska transfers finns i länkarna nedan (alla från BBC Sport):
- ”Transfers - April 2007”. BBC Sport. 26 april 2007. http://news.bbc.co.uk/sport1/hi/football/gossip_and_transfers/6596283.stm. Läst 28 maj 2008.
- ”Transfers - Maj 2007”. BBC Sport. 31 maj 2007. http://news.bbc.co.uk/sport1/hi/football/gossip_and_transfers/6634513.stm. Läst 28 maj 2008.
- ”Transfers - Juni 2007”. BBC Sport. 1 juli 2007. http://news.bbc.co.uk/sport1/hi/football/gossip_and_transfers/6711229.stm. Läst 28 maj 2008.
- ”Transfers - Juli 2007”. BBC Sport. 31 juli 2007. http://news.bbc.co.uk/sport1/hi/football/gossip_and_transfers/6258896.stm. Läst 28 maj 2008.
- ”Transfers - Augusti 2007”. BBC Sport. 1 september 2007. http://news.bbc.co.uk/sport1/hi/football/gossip_and_transfers/6925454.stm. Läst 28 maj 2008.
- ”Transfers - September 2007”. BBC Sport. 29 september 2007. http://news.bbc.co.uk/sport1/hi/football/gossip_and_transfers/6980410.stm. Läst 28 maj 2008.
- ”Transfers - Oktober 2007”. BBC Sport. 31 oktober 2007. http://news.bbc.co.uk/sport1/hi/football/gossip_and_transfers/7022118.stm. Läst 28 maj 2008.
- ”Transfers - November 2007”. BBC Sport. 30 november 2007. http://news.bbc.co.uk/sport1/hi/football/gossip_and_transfers/7072790.stm. Läst 28 maj 2008.
- ”Transfers - December 2007”. BBC Sport. 31 december 2007. http://news.bbc.co.uk/sport1/hi/football/gossip_and_transfers/7131400.stm. Läst 28 maj 2008.
- ”Transfers - Januari 2008”. BBC Sport. 1 februari 2007. http://news.bbc.co.uk/sport1/hi/football/gossip_and_transfers/7165929.stm. Läst 28 maj 2008.

## Segrare
- Championship: West Bromwich Albion
  - Tvåa: Stoke City
  - Playoff-vinnare: Hull City
- League One: Swansea City
  - Tvåa: Nottingham Forest
  - Playoff-vinnare: Doncaster Rovers
- League Two: Milton Keynes Dons
  - Tvåa: Peterborough United
  - Trea: Hereford United
  - Playoff-vinnare: Stockport County FC

## Förändringar inför säsongen

### Uppflyttningar
- Uppflyttade från Conference National till League Two
  - Dagenham & Redbridge
  - Morecambe (via playoff)
- Uppflyttade från League Two till League One
  - Walsall
  - Hartlepool United
  - Swindon Town
  - Bristol Rovers (via playoff)
- Uppflyttade från League One till The Championship
  - Scunthorpe United
  - Bristol City
  - Blackpool (via playoff)
- Uppflyttade från The Championship till Premier League
  - Sunderland
  - Birmingham City
  - Derby County (via playoff)

### Nedflyttningar
- Nedflyttade från League Two till Conference National
  - Boston United
  - Torquay United
- Nedflyttade från League One till League Two
  - Chesterfield
  - Bradford City
  - Rotherham United
  - Brentford
- Nedflyttade från The Championship till League One
  - Southend United
  - Luton Town
  - Leeds United
- Nedflyttade från Premier League till The Championship
  - Sheffield United
  - Charlton Athletic
  - Watford

## League Championship

### Säsongen
Serien innehöll 24 lag, varav de två bästa gick upp till Premier League. Plats 3 till 6 gav spel i Football League Championship playoffs och därmed en chans att få spela i Premier League. De tre sista åkte ner till League One.
Den första matchen för säsongen spelades lördagen den 11 augusti 2007. Av de tre lag som till slut gick upp i Premier League, vann endast ett lag sin premiärmatch - Stoke - som vann med 1-0 mot Cardiff. HullC och West Bromwich förlorade med 3-2 respektive 2-1. Andra matchdagar i augusti var lördagar och söndagar (18, 19 samt 25 och 26). Det spelades alltså tre omgångar av The Championship i augusti. Efter dessa tre omgångar ledde Coventry, som senare slutade på en 21:a plats, serien. Stoke låg på en fjärde plats och West Bromwich på en artonde. West Bromwich spelade bättre mot slutet av hösten och ledde serien vid årets slut, med bland annat Stoke efter sig på fjärde plats. Av de lag som till slut gick till playoff låg Hull City sämst till vid detta skede av serien, "endast" åtta, detta trots att Crystal Palace FC (som kom femma till slut) faktiskt låg på en 23:e plats i slutet av november. De andra två playoff-lagen, Bristol City FC och Watford FC, var med i toppen och bägge var, tillsammans med West Bromwich och Stoke, med i toppstriden till slutet av februari då började falla tillbaks i tabellen.
När det bara återstod ett fåtal matcher hade tre lag chansen att ta de två direktplatserna till Premier League - West Bromwich, Stoke City och Hull City. Men West Bromwich lyckades i praktiken säkra Premier League-platsen (i och med den överlägsna målskillnaden) i den näst sista omgången då de spelade 1-1 mot Southampton FC. Det stod då mellan Stoke och Hull, en plats som Stoke tog efter att ha vunnit hemma mot Leicester City FC (som åkte ut). Detta innebar att Hull, tillsammans med Bristol City, Crystal Palace och Watford, gick till Championship playoffs.

### Statistik
Nedan följer samlad statistik för The Championship säsongen 2007/2008. Den hämtas uteslutande från The Football Leagues officiella hemsida www.football-league.co.uk. Bland den statistik som inkluderas är skytteligan och publiksnittet för lagen som spelar i Championship. 

#### Skytteligan
Tabellen inkluderar endast de nio bästa målskyttarna i The Championship. Skytteligan vanns av Sylvan Ebanks-Blake som spelade för Wolverhampton Wanderers. Han gjorde 23 mål säsongen 07/08. Ligamästarna West Bromwichs spelare Kevin Phillips fick dela på andraplatsen med Sheffield United FC efter att båda gjort 22 mål denna säsong. På plats 10 till 15 fanns fem spelare som gjort 13 mål: Brian Howard (BaFC), Andy Gray (CAFC), Martin Paterson (SUFC), Jonathan Walters (ITFC), Roman Bednar (WBA) och Patrik Agyemang (QPR).
| Nr | Spelare             | Klubb                   | Mål |
| -- | ------------------- | ----------------------- | --- |
| 1  | Sylvan Ebanks-Blake | Wolverhampton Wanderers | 23  |
| 2  | James Beattie       | Sheffield United        | 22  |
| 2  | Kevin Phillips      | West Bromwich Albion    | 22  |
| 4  | Stern John          | Southampton             | 19  |
| 5  | Kevin Lisbie        | Colchester United       | 17  |
| 6  | Clinton Morrison    | Crystal Palace          | 16  |
| 7  | Fraizer Campbell    | Hull City               | 15  |
| 7  | Ricardo Fuller      | Stoke City              | 15  |
| 9  | Liam Lawrence       | Stoke City              | 14  |

Källa: The Football League

#### Publiksnitt
Snittet för hela The Championship blev säsongen 07/08 cirka 17 046 åskådare per match, vilket är en minskning jämfört med 06/07 då publiksnittet var på cirka 18 189 åskådare per match. Detta är en minskning med cirka 6,3 %. Räknar man från säsongen 2005/2006, då The Championship hade ett publiksnitt på cirka 17207 åskådare per match, är det en minskning med lite mindre än 1 %. Sheffield United, som kom nia i serien, vann publikligan säsongen 07/08 med en snittpublik på 25 630, ett snitt som var ungefär tusen personer mer än Norwich City som kom tvåa i publikligan (som kom på sjuttonde plats i ligan). Noterbart är att det lag som kom tvåa i ligan, Stoke City FC endast kom på trettonde plats i publikligan med 16 823 åskådare per match. Det var trots allt en ökning jämfört med tidigare år, då Stoke hade 15 749 åskådare per match.
Den största skillnaden mellan placering i publikligan och placering i ligatabellen står Leicester City för. De kom trea från slutet, på tjugoandra plats (vilket innebär att de degraderas till League One), i ligan men trea i publikligan på ett publiksnitt på 23 508 åskådare per match.
Den högsta publiksiffran säsongen 2007/08 kom i matchen mellan Sheffield Wednesday FC (slutade på sextonde plats) och Norwich City FC (slutade på sjuttonde plats) den 4 maj 2008. Detta var i den sista omgången och slutade 4-1 till Sheffield Wednesday. Matchen var en av matcherna som avgjorde vilka som skulle få spela kvar i Championship och vilka som skulle få flyttas ner till League One. Både Sheffield Wednesday och Norwich klarade sig dock kvar i Championship.
| Nr | Klubb             | Publiksnitt | Högsta publiksiffra         | Lägsta publiksiffra         |
| -- | ----------------- | ----------- | --------------------------- | --------------------------- |
| 1  | Sheffield Utd     | 25 630      | 31 760 (mot Sheffield Wed)  | 23 161 (mot Watford)        |
| 2  | Norwich           | 24 527      | 25 497 (mot QPR)            | 23 176 (mot Scunthorpe)     |
| 3  | Leicester         | 23 508      | 31 892 (mot Sheffield Wed)  | 19 264 (mot Preston)        |
| 4  | Wolverhampton     | 23 498      | 27 883 (mot WBA)            | 20 763 (mot Burnley)        |
| 5  | Charlton          | 23 159      | 26 337 (mot Watford)        | 20 737 (mot Sheffield Utd)  |
| 6  | West Bromwich     | 22 311      | 27 493 (mot Wolverhampton)  | 18 310 (mot Barnsley)       |
| 7  | Ipswich           | 21 932      | 29 656 (mot Norwich)        | 17 938 (mot Leicester)      |
| 8  | Sheffield Wed     | 21 418      | 36 208 (mot Norwich)        | 17 211 (mot Charlton)       |
| 9  | Southampton       | 21 253      | 31 957 (mot Sheffield Utd)  | 17 741 (mot Leicester)      |
| 10 | Coventry          | 19 123      | 27 992 (mot Wolverhampton)  | 14 036 (mot Scunthorpe)     |
| 11 | Hull City         | 18 024      | 24 350 (mot Crystal Palace) | 14 822 (mot Coventry)       |
| 12 | Watford           | 16 876      | 18 698 (mot QPR)            | 15 021 (mot Burnley)        |
| 13 | Stoke City        | 16 823      | 26 609 (mot Leicester)      | 11 147 (mot QPR)            |
| 14 | Bristol City      | 16 725      | 19 332 (mot Wolverhampton)  | 12 474 (mot Scunthorpe)     |
| 15 | Crystal Palace    | 16 030      | 23 950 (mot Burnley)        | 13 048 (mot Preston)        |
| 16 | QPR               | 13 958      | 18 309 (mot WBA)            | 10 514 (mot Norwich)        |
| 17 | Cardiff City      | 13 938      | 18 840 (mot Stoke City)     | 11 006 (mot Colchester)     |
| 18 | Plymouth          | 13 000      | 17 511 (mot Watford)        | 10 451 (mot Crystal Palace) |
| 19 | Preston North End | 12 753      | 17 807 (mot Blackpool)      | 10 279 (mot Southampton)    |
| 20 | Burnley           | 12 380      | 16 843 (mot Blackpool)      | 9 779 (mot Coventry)        |
| 21 | Barnsley          | 11 424      | 18 527 (mot Sheffield Wed)  | 8 531 (mot Blackpool)       |
| 22 | Blackpool         | 8 860       | 9 640 (mot Watford)         | 7 214 (mot Cardiff City)    |
| 23 | Scunthorpe        | 6 434       | 8 801 (mot Sheffield Utd)   | 4 407 (mot Blackpool)       |
| 24 | Colchester        | 5 508       | 6 300 (mot Stoke City)      | 4 450 (mot Barnsley)        |

Källa: The Football League

#### Övriga
Övrig statistik inkluderar assister, spelade matcher, antal spelare som varje klubb använt under säsongen samt övrig statistik om frisparkar, gula och röda kort. För skytteligan och publikligan, se ovan.  
- Assister

Tabellen inkluderar endast de tio bästa målpassarna (ett målpass är samma sak som en assist) i The Championship. Assistligan vanns av Liam Lawrence som spelade för Stoke City. Han gjorde 15 assist säsongen 07/08. Burnley hade två spelare som gjorde lika många assist, och båda hamnade på andra plats med 13 assist, nämligen Wade Elliott och Robbie Blake. På plats 11 till 14 finns fyra spelare som gjorde 8 assist: Tommy Smith (WFC), Peter Halmosi (PAFC), Andrew Keogh (WWFC) och Ishmael Miller (WBA).
| Nr | Spelare                 | Klubb                   | Assister |
| -- | ----------------------- | ----------------------- | -------- |
| 1  | Liam Lawrence           | Stoke City              | 15       |
| 2  | Wade Elliott            | Burnley                 | 13       |
| 2  | Robbie Blake            | Burnley                 | 13       |
| 4  | Paul Robinson           | West Bromwich Albion    | 12       |
| 5  | Michael McIndoe         | Bristol City            | 11       |
| 6  | Jimmy Floyd Hasselbaink | Cardiff City            | 10       |
| 6  | Ben Watson              | Crystal Palace          | 10       |
| 8  | Sylvan Ebanks-Blake     | Wolverhampton Wanderers | 9        |
| 8  | Johnnie Jackson         | Colchester United       | 9        |
| 8  | Jonathan Walters        | Ipswich Town            | 9        |

Källa: The Football League
- Spelade matcher

Fem spelare spelade alla matcher från start för sitt lag säsongen 07/08 och en spelare spelade från start 45 matcher och byttes in i den andra. De som spelade alla matcher från start var Johnnie Jackson (mittfältare i Colchester United FC), Lee Camp (målvakt i Queens Park Rangers FC), Paul Rachubka (målvakt i Blackpool FC), Shaun Barker (försvarare i Blackpool FC), David Marshall (målvakt i Norwich City FC) och Jonathan Greening (mittfältare i West Bromwich Albion FC). Wade Elliott, mittfältare i Burnley FC, spelade alla matcher varav 45 från start och en som inhoppare.
Källa: The Football League
- Orsakade frisparkar och straffar samt röda och gula kort

Sett till orsakade frisparkar är det två lag som orsakat fler än 650 frisparkar, som ger ett snitt på lite över 14,1 orsakade frisparkar per match, nämligen Plymouth och QPR. Just QPR ligger även högt i listan på antalet gula kort, 86 stycken, vilket är fyra färre än Coventry som fått flest gula kort. Scunthorpe toppar ligan över antalet röda kort, vilka uppgår till 10 stycken under säsongen. De allra flesta har mellan 3 och 6 röda kort, förutom 7 (inklusive Scunthorpe). Wolverhampton fick inte ett enda rött kort under säsongen. I snitt orsakade varje lag cirka 4,5 straffar vardera. Flest antal orsakade straffar, 7 stycken under säsongen, stod Wolverhampton, Burnley och Blackpool för. Minst antal orsakade straffar stod Hull City för, då de endast orsakade en straff under hela säsongen.
| Nr | Klubb                   | Orsakade frisparkar | Gula kort | Röda kort | Orsakade straffar |
| -- | ----------------------- | ------------------- | --------- | --------- | ----------------- |
| 1  | Plymouth Argyle         | 659                 | 77        | 2         | 3                 |
| 2  | Queens Park Ragners     | 651                 | 86        | 6         | 3                 |
| 3  | Coventry City           | 642                 | 90        | 4         | 6                 |
| 4  | Chalrton Athletic       | 635                 | 75        | 6         | 4                 |
| 5  | Leicester City          | 629                 | 73        | 4         | 5                 |
| 6  | Burnley                 | 621                 | 84        | 9         | 7                 |
| 7  | Hull City               | 606                 | 77        | 4         | 1                 |
| 8  | Crystal Palace          | 603                 | 68        | 1         | 3                 |
| 9  | Sheffield United        | 603                 | 76        | 4         | 6                 |
| 10 | Stoke City              | 594                 | 80        | 2         | 4                 |
| 11 | Scunthorpe              | 592                 | 65        | 10        | 6                 |
| 12 | Barnsley                | 579                 | 84        | 6         | 4                 |
| 13 | Southampton             | 578                 | 58        | 4         | 3                 |
| 14 | Wolverhampton Wanderers | 568                 | 63        | 0         | 7                 |
| 15 | Bristol City            | 552                 | 63        | 3         | 4                 |
| 16 | Norwich City            | 549                 | 78        | 7         | 6                 |
| 17 | Preston North End       | 547                 | 79        | 4         | 5                 |
| 18 | Watford                 | 544                 | 68        | 5         | 2                 |
| 19 | Ipswich Town            | 512                 | 56        | 5         | 6                 |
| 20 | Colchester United       | 493                 | 56        | 5         | 6                 |
| 21 | West Bromwich Albion    | 477                 | 57        | 3         | 3                 |
| 22 | Sheffield Wednesday     | 476                 | 74        | 3         | 3                 |
| 23 | Blackpool               | 475                 | 48        | 4         | 7                 |
| 24 | Cardiff City            | 472                 | 56        | 3         | 5                 |

Källa: The Football League
- Använda spelare under säsongen

Leicester City använde 41 olika spelare under säsongen, vilket räckt till 4 olika startelvor (om målvakten eller en annan spelare alltid var densamma) eller 3,7 olika startelvor om alla spelare var olika. De flesta andra lag låg runt 30 olika spelare per säsong - 18 lag använde mellan 26 och 34 spelare under säsongen och resten använde 35 till 41. 
| Nr | Klubb                   | Använda spelare |
| -- | ----------------------- | --------------- |
| 1  | Leicester City          | 41              |
| 2  | Southampton             | 38              |
| 3  | Queens Park Rangers     | 38              |
| 4  | Crystal Palace          | 38              |
| 5  | Charlton Athletic       | 38              |
| 6  | Norwich                 | 37              |
| 7  | Stoke City              | 34              |
| 8  | Ipswich Town            | 33              |
| 9  | Plymouth Argyle         | 33              |
| 10 | Coventry City           | 33              |
| 11 | Barnsley                | 33              |
| 12 | Sheffield Wednesday     | 33              |
| 13 | Scunthorpe United       | 33              |
| 14 | Blackpool               | 32              |
| 15 | Sheffield United        | 32              |
| 16 | Wolverhampton Wanderers | 31              |
| 17 | Hull City               | 30              |
| 18 | Colchester United       | 30              |
| 19 | Preston North End       | 30              |
| 20 | West Bromwich Albion    | 29              |
| 21 | Watford                 | 28              |
| 22 | Burnley                 | 27              |
| 23 | Cardiff City            | 26              |
| 24 | Bristol City            | 26              |

Källa: The Football League

### Spelplatser

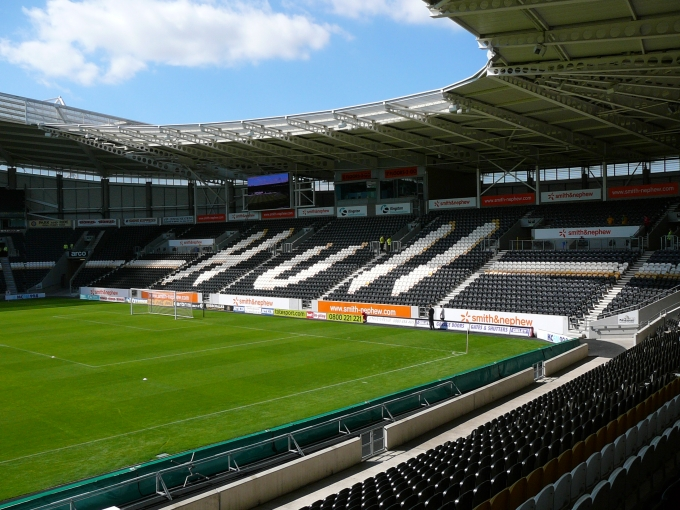
KC Stadium

Alla arenor förutom tre i The Championship säsongen 07/08 hade en kapacitet på över 19 000 åskådare. 19 av alla arenor hade plats för över 20 000 åskådare. Den största arenan hade Sheffield Wednesday FC, som hade en arena som tar nästan 40 000 åskådare (39 814). Den hade plats för överlägset flest åskådare i Championship, närmast kom Southampton med sin arena som tog 32 689 åskådare. De tre minsta arenorna hade Colchester United FC (Colchester Community Stadium, 10 000), Blackpool FC (Bloomfield Road, 9 788) och Scunthorpe United FC (Glanford Park, 9 183).
| Klubb                      | Arena                        | Stad               | Publikkapacitet |
| -------------------------- | ---------------------------- | ------------------ | --------------- |
| Barnsley FC                | Oakwell                      | Barnsley           | 23 009          |
| Blackpool FC               | Bloomfield Road              | Blackpool          | 9 788           |
| Bristol City FC            | Aston Gate                   | Bristol            | 21 497          |
| Burnley FC                 | Turf Moor                    | Burnley            | 22 546          |
| Cardiff City FC            | Ninian Park                  | Cardiff (Wales)    | 22 008          |
| Charlton Athletic FC       | The Valley                   | London             | 27 111          |
| Colchester United FC       | Colchester Community Stadium | Colchester         | 10 000          |
| Coventry City FC           | Ricoh Arena                  | Coventry           | 32 609          |
| Crystal Palace FC          | Selhurst Park                | London             | 26 309          |
| Hull City AFC              | KC Stadium                   | Kingston-upon-Hull | 25 404          |
| Ipswich Town FC            | Portman Road                 | Ipswich            | 30 311          |
| Leicester City FC          | Walkers Stadium              | Leicester          | 32 500          |
| Norwich City FC            | Carrow Road                  | Norwich            | 26 164          |
| Plymouth Argyle FC         | Home Park                    | Plymouth           | 19 500          |
| Preston North End FC       | Deepdale                     | Preston            | 22 222          |
| Queens Park Rangers FC     | Loftus Road                  | London             | 19 128          |
| Scunthorpe United FC       | Glanford Park                | Scunthorpe         | 9 183           |
| Sheffield United FC        | Bramall Lane                 | Sheffield          | 32 609          |
| Sheffield Wednesday FC     | Hillsborough Stadium         | Sheffield          | 39 814          |
| Southampton FC             | St Mary's Stadium            | Southampton        | 32 689          |
| Stoke City FC              | Britannia Stadium            | Stoke-on-Trent     | 28 383          |
| Watford FC                 | Vicarage Road                | Watford            | 19 920          |
| West Bromwich Albion FC    | The Hawtorns                 | West Bromwich      | 28 003          |
| Wolverhampton Wanderers FC | Molineux Stadium             | Wolverhampton      | 28 525          |

### Tabellen
Grön färg (placering 1 och 2) innebar att lagen fick en direkt uppflyttning till Premier League. Blå färg (placering 3 till 6) innebar att lagen gick till playoff-spel. Ingen färg (placering 7 till 21) innebär att lagen spelat färdigt för säsongen och stannar i samma serie. Lila färg (22 till 24) innebar att lagen degraderades till League One.

Källa: The Football League

Nr = Placering, M = Matcher, V = Vinster, O = Oavgjorda, F = Förlorade, GM = Gjorda Mål, IM = Insläppta mål, MSK = Målskillnad, P = Poäng

## League One

### Säsongen

#### Statistik

##### Skytteligan
| Pos | Spelare           | Lag                    | Mål |
| --- | ----------------- | ---------------------- | --- |
| 1   | Jason Scotland    | Swansea City           | 24  |
| 2   | Jermaine Beckford | Leeds United           | 20  |
| 3   | Nicky Forster     | Brighton & Hove Albion | 15  |
| 4   | Joe Garner        | Carlisle United        | 14  |
| 4   | Danny Graham      | Carlisle United        | 14  |
| 4   | Nicky Maynard     | Crewe Alexandra        | 14  |
| 7   | Richard Barker    | Hartlepool United      | 13  |
| 7   | Adam Boyd         | Leyton Orient          | 13  |
| 7   | Junior Agogo      | Nottingham Forest      | 13  |
| 10  | Simon Cox         | Swindon Town           | 12  |

#### Tabellen
Grön färg (placering 1 och 2) innebar att lagen fick en direkt uppflyttning till The Championship. Blå färg (placering 3 till 6) innebar att lagen gick till playoff-spel. Ingen färg (placering 7 till 20) innebär att lagen spelat färdigt för säsongen och stannar i samma serie. Lila färg (21 till 24) innebar att lagen degraderades till League Two.
- 1 = Leeds började säsongen med minus 15 poäng (det vill säga med femton poängs avdrag) på grund av problem med ekonomin.
- 2 = Bournemouth och Luton Town började serien med minus 10 poäng (det vill säga med tio poängs avdrag) på grund av problem med ekonomin.

Källa: The Football League

Nr = Placering, M = Matcher, V = Vinster, O = Oavgjorda, F = Förlorade, GM = Gjorda Mål, IM = Insläppta mål, MSK = Målskillnad, P = Poäng

## League Two

### Säsongen

#### Statistik

##### Skytteligan
| Pos | Spelare          | Lag                  | Mål |
| --- | ---------------- | -------------------- | --- |
| 1   | Aaron McLean     | Peterborough United  | 29  |
| 2   | Scott McGleish   | Wycombe Wanderers    | 26  |
| 3   | Jack Lester      | Chesterfield         | 24  |
| 4   | Michael Boulding | Mansfield Town       | 22  |
| 5   | Liam Dickinson   | Stockport County     | 19  |
| 6   | Andy Bishop      | Bury                 | 17  |
| 7   | Glenn Poole      | Brentford            | 14  |
| 7   | Peter Thorne     | Bradford City        | 14  |
| 7   | Adam Le Fondre   | Rochdale             | 14  |
| 7   | Ben Strevens     | Dagenham & Redbridge | 14  |

#### Tabellen
Grön färg (placering 1 till 3) innebär att lagen fick en direkt uppflyttning till League One. Blå färg (placering 4 till 7) innebär att lagen gick till playoff-spel. Ingen färg (placering 7 till 20) innebär att lagen spelat färdigt för säsongen och stannar i samma serie. Lila färg (plats 23 och 24) innebär att lagen degraderades till Conference National.
- 1 = Rotherham började säsongen med minus 10 poäng (det vill säga med tio poängs avdrag) på grund av problem med ekonomin.

Källa: The Football League

Nr = Placering, M = Matcher, V = Vinster, O = Oavgjorda, F = Förlorade, GM = Gjorda Mål, IM = Insläppta mål, MSK = Målskillnad, P = Poäng

## Playoff-spel
Playoff-spelen spelades mellan lag som hamnade högt upp i respektive serie men som inte kom på direktplatserna för att flyttas upp. De spelade då playoff-spel mot varandra för att få flyttas upp. Endast ett lag per playoff-spel kunde flyttas upp och alla playoff-spel avslutades med en final på Wembley Stadium i London mellan den 24 och den 26 maj. Alla playoff-spel bestod av fyra lag och började med semifinaler. Semifinalerna spelades mellan det bästa och sämsta laget i playoff-spelet (sett till tabellplaceringen) samt mellan det näst bästa och det näst sämsta laget. Det spelades två matcher och laget med den bästa sammanlagda målskillnaden gick vidare till finalen.
Segrare i playoff-spelen:
- The Championship: Hull City AFC
  - Övriga deltagare: Bristol City, Crystal Palace, Watford
- League One: Doncaster Rovers FC
  - Övriga deltagare: Carlisle Utd, Leeds Utd, Southend Utd
- League Two: Stockport County FC
  - Övriga deltagare: Darlington, Wycombe Wanderers

### Championship playoff
|  | Semifinals | Semifinals     | Semifinals   | Semifinals | Semifinals |  |   | Final     | Final | Final |
|  |            |                |              |            |            |  |   |           |       |       |
|  | 3          | Hull City      | 2            | 4          | 6          |  |   |           |       |       |
|  | 6          | Watford        | 0            | 1          | 1          |  |   |           |       |       |
|  |            |                |              |            |            |  | 3 | Hull City | 1     |       |
|  |            | 4              | Bristol City | 0          |            |  |   |           |       |       |
|  | 4          | Bristol City   | 2            | 2          | 4          |  |   |           |       |       |
|  | 5          | Crystal Palace | 1            | 1          | 2          |  |   |           |       |       |

### League One playoff
|  | Semifinals | Semifinals       | Semifinals   | Semifinals | Semifinals |  |   | Final            | Final | Final |
|  |            |                  |              |            |            |  |   |                  |       |       |
|  | 3          | Doncaster Rovers | 0            | 5          | 5          |  |   |                  |       |       |
|  | 6          | Southend United  | 0            | 1          | 1          |  |   |                  |       |       |
|  |            |                  |              |            |            |  | 3 | Doncaster Rovers | 1     |       |
|  |            | 5                | Leeds United | 0          |            |  |   |                  |       |       |
|  | 4          | Carlisle United  | 2            | 0          | 2          |  |   |                  |       |       |
|  | 5          | Leeds United     | 1            | 2          | 3          |  |   |                  |       |       |

### League Two playoff
|  | Semifinals | Semifinals        | Semifinals | Semifinals | Semifinals |  |                  | Final            | Final | Final |
|  |            |                   |            |            |            |  |                  |                  |       |       |
|  | 4          | Stockport County  | 1          | 1          | 2          |  |                  |                  |       |       |
|  | 7          | Wycombe Wanderers | 1          | 0          | 1          |  |                  |                  |       |       |
|  |            |                   |            |            |            |  | Stockport County | Stockport County | 3     |       |
|  |            | Rochdale          | Rochdale   | 2          |            |  |                  |                  |       |       |
|  | 5          | Rochdale          | 1          | 2(5)       | 3          |  |                  |                  |       |       |
|  | 6          | Darlington        | 2          | 1(4)       | 3          |  |                  |                  |       |       |

### Fotnoter
1. 1 2  The Football League, COMMERCIAL PARTNERS Arkiverad 18 maj 2008 hämtat från the Wayback Machine., www.football-league.co.uk, hämtad 29 maj 2008
2. ↑  The Football League, BROADCAST PARTNERS Arkiverad 3 december 2013 hämtat från the Wayback Machine., www.football-league.co.uk, hämtad 29 maj 2008
3. ↑  The Football League Limited, AUGUST - 2007 Arkiverad 5 juni 2008 hämtat från the Wayback Machine., www.football-league.co.uk, hämtad 25 maj 2008
4. 1 2  Fotbollskanalen (i samarbete med Goalwire), Tabell The Championship 2007-2008[död länk], www.goalwire.com, hämtad 28 maj 2008
5. 1 2 3  The Football League, Divisional Attendance (Championship 07/08) Arkiverad 1 juni 2008 hämtat från the Wayback Machine., www.football-league.co.uk, hämtad 26 maj 2008
6. 1 2  The Football League, Divisional Attendance (Championship 06/07) Arkiverad 8 augusti 2014 hämtat från the Wayback Machine., www.football-league.co.uk, hämtad 26 maj 2008
7. ↑  The Football League, Divisional Attendance (Championship 05/06 Arkiverad 8 augusti 2014 hämtat från the Wayback Machine., www.football-league.co.uk, hämtad 26 maj 2008